# Nguyệt quế
Nguyệt quế thực thụ hay nguyệt quế Hy Lạp (danh pháp hai phần: Laurus nobilis, họ Lauraceae), là một loài cây thân gỗ hoặc cây bụi lớn với lá thường xanh có mùi thơm, cao tới 10–18 m, có nguồn gốc tại khu vực ven Địa Trung Hải.
Lá nguyệt quế dài khoảng 6–12 cm và rộng khoảng 2–4 cm, với mép lá nhăn và có khía răng cưa đều đặn rất đặc trưng. Nó là một loài cây có hoa đơn tính nhung hoa đực và hoa cái mọc trên các cây khác nhau; các hoa có màu vàng-lục nhạt, đường kính khoảng 1 cm, mọc thành các cặp cạnh kẽ lá. Quả là loại quả mọng nhỏ màu đen dài khoảng 1 cm, bên trong chứa một hạt.

## Sử dụng và biểu tượng
Nguyệt quế là nguồn cung cấp một loại gia vị trong ẩm thực là lá nguyệt quế, được dùng để tạo hương vị trong nấu ăn. Nó cũng là nguồn để làm vòng nguyệt quế của người Hy Lạp cổ đại. Vòng nguyệt quế đã được dùng làm phần thưởng cho người chiến thắng tại các cuộc thi đấu Pythia và Olympic của người Hy Lạp cổ đại.
Một số chứng cứ từ các tài liệu y học cho thấy nguyệt quế được dùng để:
- Chống oxy hóa: Fitoterapia. 2003 Sep;74(6):613-6.
- Giảm đau và chống viêm nhiễm: Phytother Res. 2003 Aug;17(7):733-6.
- Chống co giật (chống động kinh): Phytomedicine. 2002 Apr; 9(3):212-6.

Nó cũng được trồng rộng rãi để làm cây cảnh trong các khu vực có khí hậu Địa Trung Hải hay khí hậu đại dương, cũng như trồng trong nhà tại các khu vực có khí hậu quá lạnh lẽo về mùa đông.

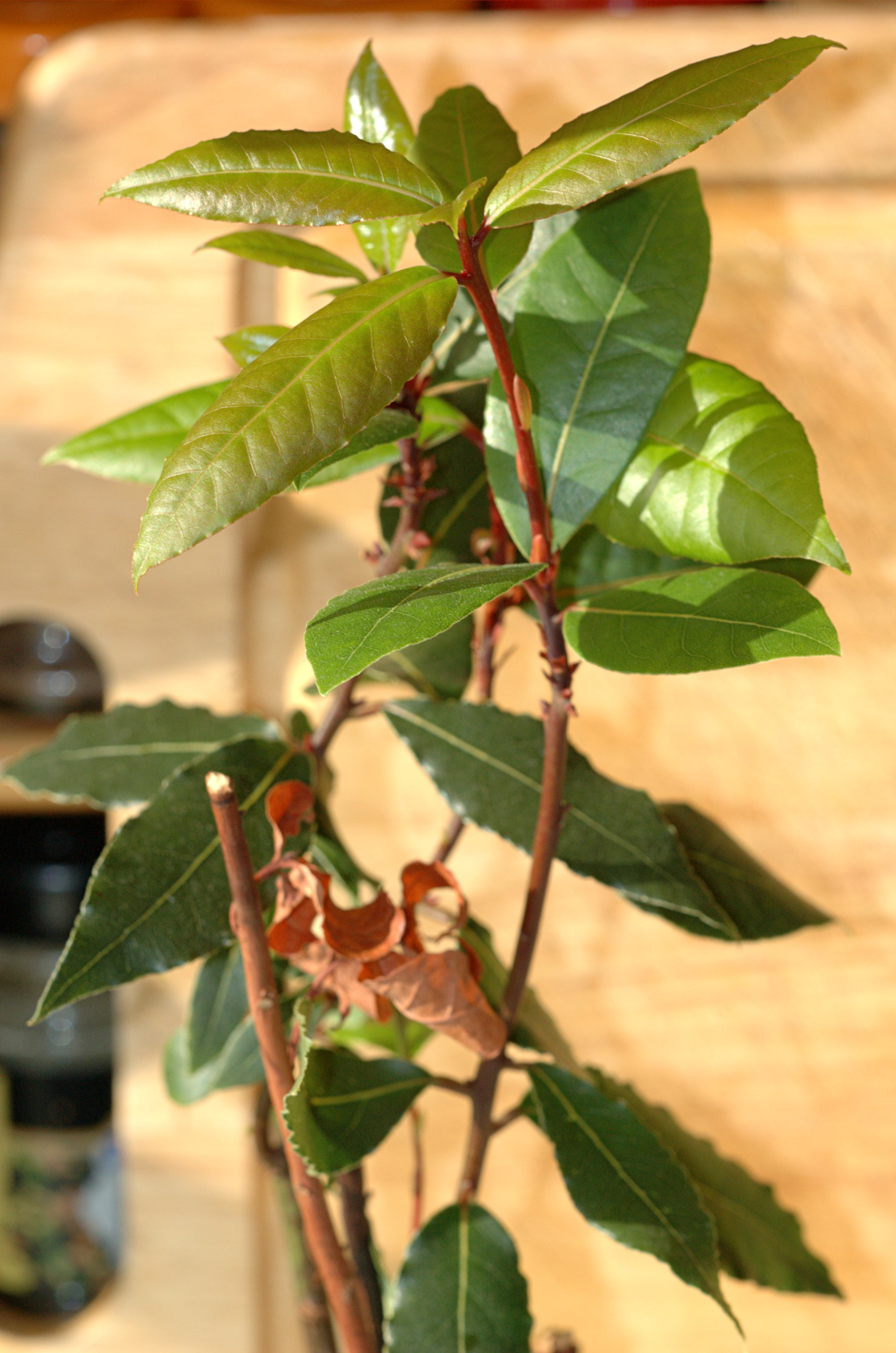
Nguyệt quế trồng trong bếp để lấy lá
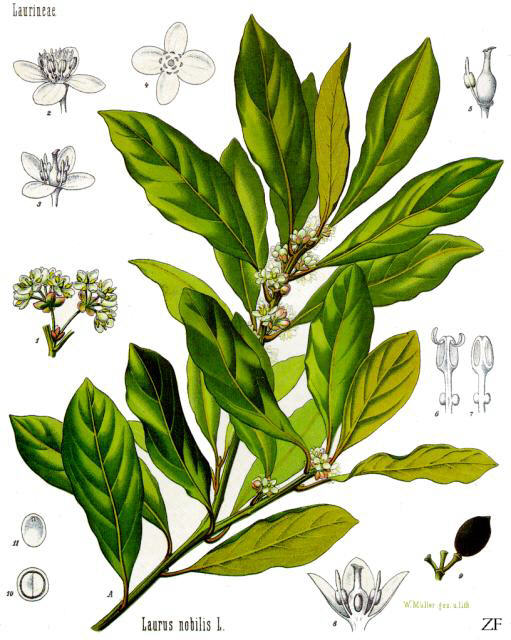
Minh họa trong sách vào thế kỷ XIX